# Острозька долина

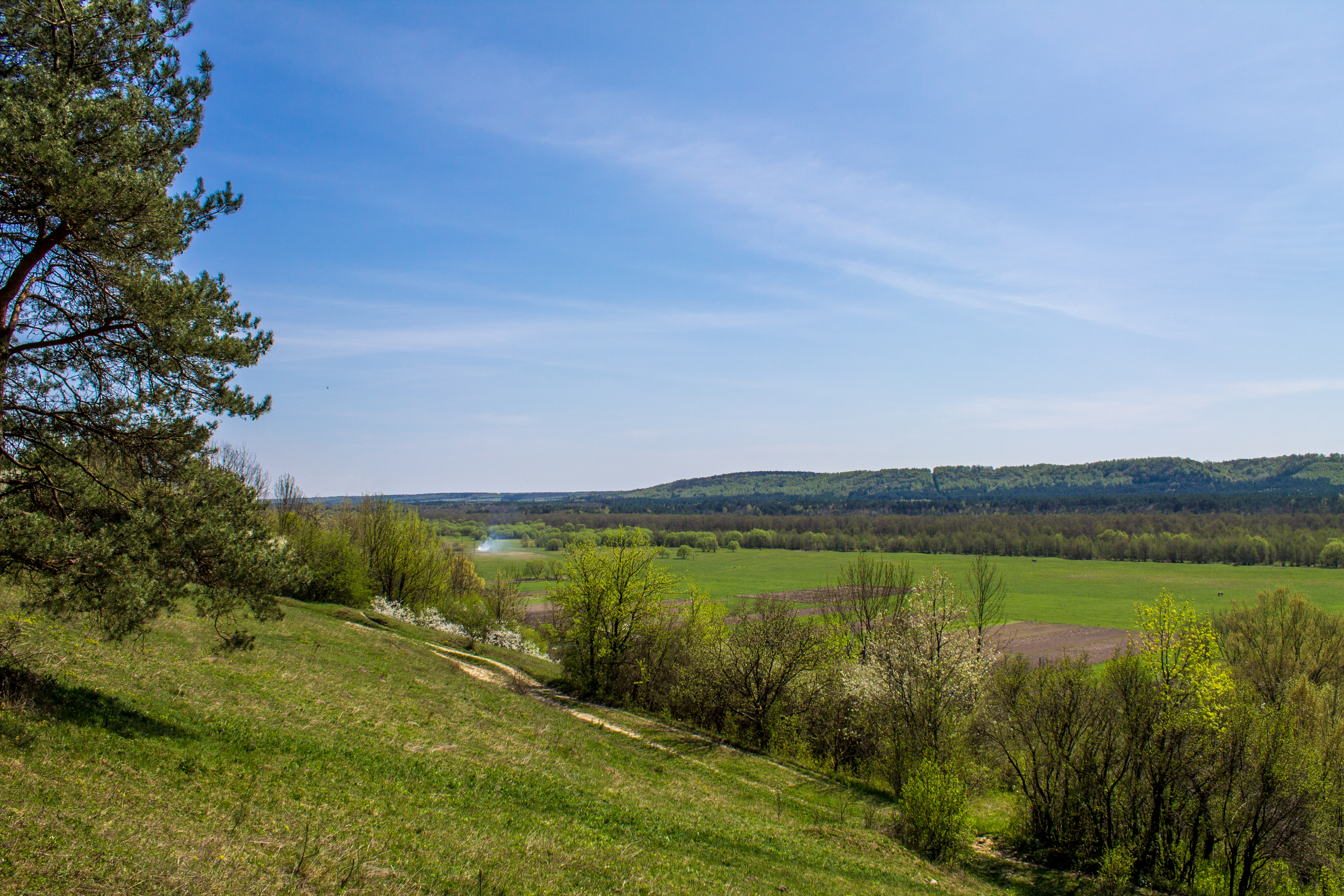
Острозька долина. «Дермансько-Острозький національний природний парк».

Остро́зька доли́на — долина в Україні, звужена східна частина Малого Полісся. Розташована на півдні Рівненської області.
Простягається вузькою смугою на захід від міста Острога (звідси й назва) через південну частину Острозького, Здолбунівського та (частково) Дубенського районів. Розділяє Мізоцький кряж і Кременецькі гори, тобто є природною межею між двома височинами України — Волинською та Подільською.
Ширина долини від 0,5—1,5 км у центрі до 3—4 км на сході та 5—8 км на заході. Має тектонічно-флювіогляціальне походження. Острозька долина є водночас долиною двох річок: Збитинки (басейн Горині), яка тече на схід, і Замишівки (басейн Ікви), яка тече на захід. У рельєфі переважають заболочені заплави та фрагменти першої надзаплавної тераси. Поширені піщані горби (дюни), численні ерозійні останці, між якими є заболочені ділянки. Понад 50 % площі долини вкрито лісами, переважно сосновими та дубовими.